# 蒙哈斯
蒙哈斯（西班牙語：Monjas），是危地馬拉的城鎮，位於該國東南部，由哈拉帕省負責管轄，面積256平方公里，海拔高度955米，2002年人口21,069，人口密度每平方公里82.3人。
14°30′N 89°52′W / 14.500°N 89.867°W